# 시앙쿠앙주

시앙쿠앙주

시앙쿠앙주(라오어: ຊຽງຂວາງ 시앙쿠앙)는 라오스 북동부에 있는 주로, 주도는 폰사완이며 면적은 15,880km2, 인구는 244,684명(2015년 기준), 인구밀도는 15.4명/km2이다. 단지 평원이 있는 ‘시앙쿠앙’은 라오어로 ‘가로 도시’를 뜻한다. 동쪽으로는 베트남과 국경을 접하며 남동쪽으로는 볼리캄사이주, 남서쪽으로는 비엔티안주, 북서쪽으로는 루앙프라방주, 북동쪽으로는 후아판주와 접한다.